# Polje (Velika Kladuša)
Pour les articles homonymes, voir Polje.
Polje (en cyrillique : Поље) est un village de Bosnie-Herzégovine. Il est situé dans la municipalité de Velika Kladuša, dans le canton d'Una-Sana et dans la fédération de Bosnie-et-Herzégovine. Selon les premiers résultats du recensement bosnien de 2013, il compte 1 603 habitants.

## Géographie
Le village est situé au bord de la rivière Kladušnica, un affluent droit de la Glina.

## Démographie

### Évolution historique de la population dans la localité
| 1948 | 1953 | 1961 | 1971  | 1981  | 1991  | 2013  |
| ---- | ---- | ---- | ----- | ----- | ----- | ----- |
| -    | -    | 795  | 1 120 | 1 467 | 1 915 | 1 603 |

|  |

### Communauté locale
En 1991, la communauté locale de Polje comptait 2 357 habitants, répartis de la manière suivante :